# Liste der Biografien/Nar
Liste der Biografien |
Portal Biografien |
Personensuche
# |
A |
B |
C |
D |
E |
F |
G |
H |
I |
J |
K |
L |
M |
N |
O |
P |
Q |
R |
S |
T |
U |
V |
W |
X |
Y |
Z |
?
 
Na |
Nb |
Nc |
Nd |
Ne |
Nf |
Ng |
Nh |
Ni |
Nj |
Nk |
Nl |
Nm |
Nn |
No |
Nr |
Ns |
Nt |
Nu |
Nv |
Nw |
Nx |
Ny |
Nz
 
Naa |
Nab |
Nac |
Nad |
Nae |
Naf |
Nag |
Nah |
Nai |
Naj |
Nak |
Nal |
Nam |
Nan |
Nao |
Nap |
Naq |
Nar |
Nas |
Nat |
Nau |
Nav |
Naw |
Nax |
Nay |
Naz
Die Liste der Biografien führt alle Personen auf, die in der deutschsprachigen Wikipedia einen Artikel haben. Dieses ist eine Teilliste mit 398 Einträgen von Personen, deren Namen mit den Buchstaben „Nar“ beginnt.

## Nar
- Nar Diop, Aminata (* 1983), US-amerikanisch-senegalesische Basketballspielerin
- Nar, Carl von (1807–1871), deutscher Politiker
- Nar, Johannes (1890–1964), deutscher Theologe

### Nara
- Nara, Kiai, japanische Pianistin
- Nara, Kurumi (* 1991), japanische Tennisspielerin
- Nara, Tatsuki (* 1993), japanischer Fußballspieler
- Nara, Yasuyoshi (* 1982), japanischer Fußballspieler
- Nara, Yoshitomo (* 1959), japanischer Maler und BildhauerYoshitomo Nara (* 1959)

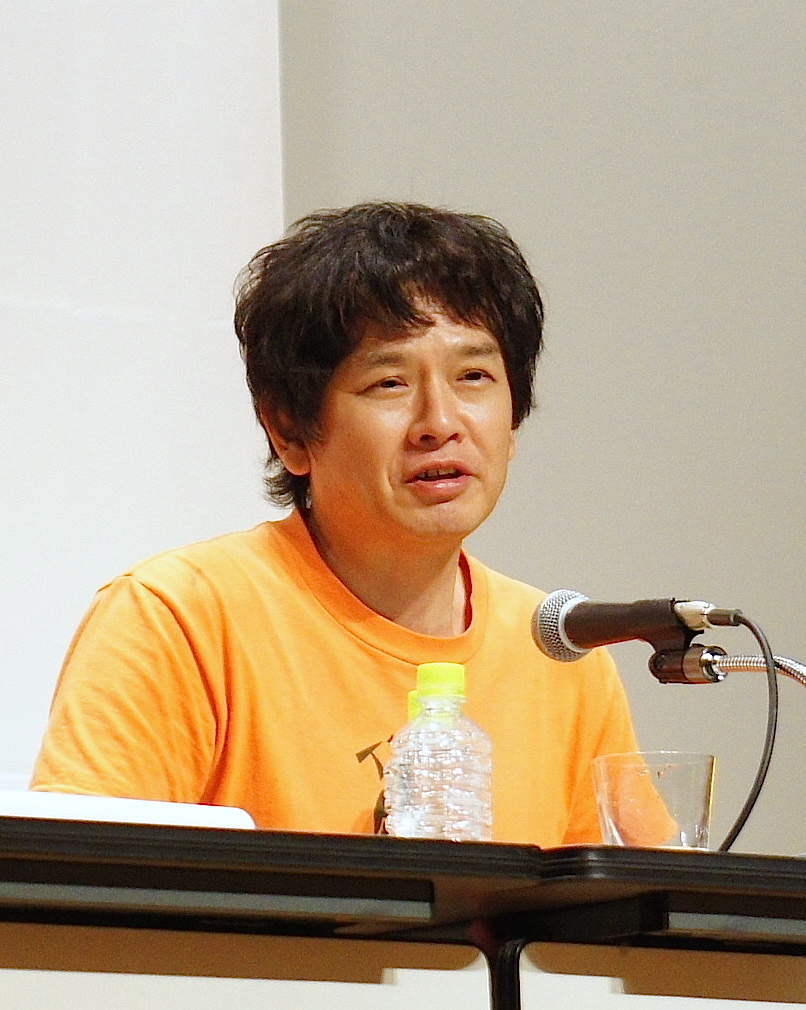
Yoshitomo Nara (* 1959)

- Narabayashi, Chinzan (1649–1711), japanischer Dolmetscher, Arzt
- Narabayashi, Hiroki (* 1988), japanischer Fußballspieler
- Narac, Raymond (* 1964), französischer Autorennfahrer und Unternehmer
- Narachai Intha-naka (* 1999), thailändischer Fußballspieler
- Naraghi, Ehsan (1926–2012), iranischer Soziologe und Philosoph
- Naraha, Takashi (1930–2019), japanischer Bildhauer
- Narahara, Ikkō (1931–2020), japanischer Fotograf
- Narahara, Shizuka (* 1928), japanische Tischtennisspielerin
- Narahara, Yoshiki (* 2004), japanischer Fußballspieler
- Narahashi, Akira (* 1971), japanischer Fußballspieler
- Narahashi, Takuma (* 1997), japanischer Fußballspieler
- Narai († 1688), König von Ayutthaya in Siam
- Narain, Harsh (1921–1995), indischer Philosoph, Autor und Indologe
- Narain, Om (* 1982), indischer Speerwerfer
- Narain, Sunita, indische Publizistin und Umweltschützerin
- Narakin Butaka (* 2006), thailändischer Fußballspieler
- Narakorn Kangkratok (* 2003), thailändischer Fußballspieler
- Narakorn Khana (* 1993), thailändischer Fußballspieler
- Narakorn Noomchansakul (* 1999), thailändischer Fußballspieler
- Naraks, Ivan (1869–1924), jugoslawischer Orgelbauer
- Naraks, Kornelija (* 1972), Schweizer Regisseurin und Drehbuchautorin
- Naraločnik, Nejc (* 1999), slowenischer Skirennläufer
- Naram, Pankaj (1955–2020), indischer Ayurveda-Arzt
- Narām-Sin, mesopotamischer König amoritischer Herkunft
- Naram-Sin, König von Akkad
- Naranbaatar, Bajaraagiin (* 1980), mongolischer Ringer
- Naranbold, Nyam-Osor (* 1992), mongolischer Fußballspieler
- Narandulamyn, Mönchbayar (* 1990), mongolischer Leichtathlet
- Narang, Gagan (* 1983), indischer Sportschütze
- Naranjilla, Francisco (1932–2003), philippinischer Bogenschütze
- Naranjo Escobar, Juan Andrés (* 1952), spanischer Politiker (PP), MdEP
- Naranjo Hernández, Guillermo (* 1977), spanischer Volleyball-Trainer
- Naranjo Tovar, José Victoriano (* 1941), ecuadorianischer Geistlicher, emeritierter römisch-katholischer Bischof von Latacunga
- Naranjo Villegas, Javier (1919–2014), kolumbianischer Geistlicher, römisch-katholischer Bischof von Santa Marta
- Naranjo, Alberto (1941–2020), venezolanischer Musiker und Komponist
- Naranjo, Claudio (1932–2019), US-amerikanischer Psychiater, Autor und AnthropologeClaudio Naranjo (1932–2019)

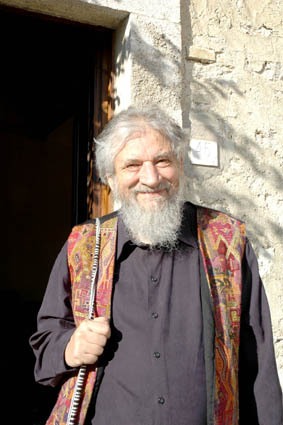
Claudio Naranjo (1932–2019)

- Naranjo, Graciela (1916–2011), venezolanische Schauspielerin und Sängerin
- Naranjo, Guillermo (* 1965), mexikanischer Fußballspieler
- Naranjo, José (1926–2012), mexikanischer Fußballspieler
- Naranjo, Mónica (* 1974), spanische Sängerin und Songwriterin
- Naranjo, Orlando A. (* 1951), venezolanischer Astronom
- Naranjo, Rodrigo (* 1979), chilenischer Fußballspieler
- Narantsatsralt, Dschanlawyn (1957–2007), mongolischer Politiker
- Narantujaa, Njamyn (* 1961), mongolischer Boxer
- Narantungalag, Dandsangiin (* 1945), mongolischer Skilangläufer
- Naraoka, Kodai (* 2001), japanischer Badmintonspieler
- Naraphornrapat, Taravadee (* 1994), thailändische Beachvolleyballspielerin
- Naraqi, Mohammad Mahdi, iranischer schiitischer Gelehrter, Mystiker und Moralphilosoph
- Narasaka, Takumi (* 2002), japanischer Fußballspieler
- Narasaki, Meichi (* 1999), japanischer Sportkletterer
- Narasaki, Tomoa (* 1996), japanischer SportklettererTomoa Narasaki (* 1996)

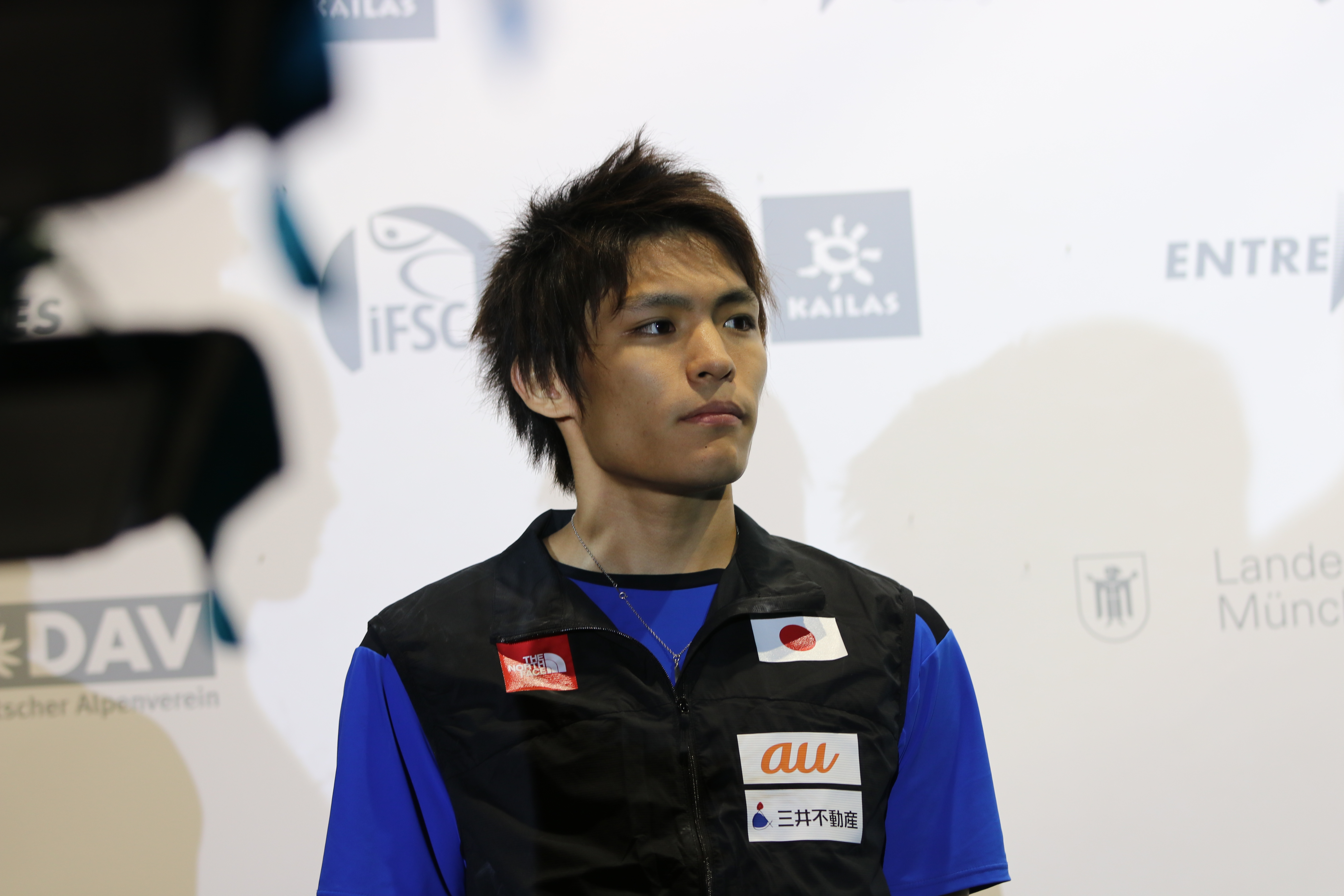
Tomoa Narasaki (* 1996)

- Narasimha Rao, P. V. (1921–2004), indischer Politiker
- Narasimhan, E. S. L. (* 1945), indischer Politiker
- Narasimhan, Laxman (* 1967), indisch-US-amerikanischer Manager
- Narasimhan, M. S. (1932–2021), indischer Mathematiker
- Narasimhan, R. (1926–2007), indischer Mathematiker
- Narasimhan, Raghavan (1937–2015), indischer Mathematiker
- Narasimhan, Vasant (* 1976), US-amerikanischer ManagerVasant Narasimhan (* 1976)

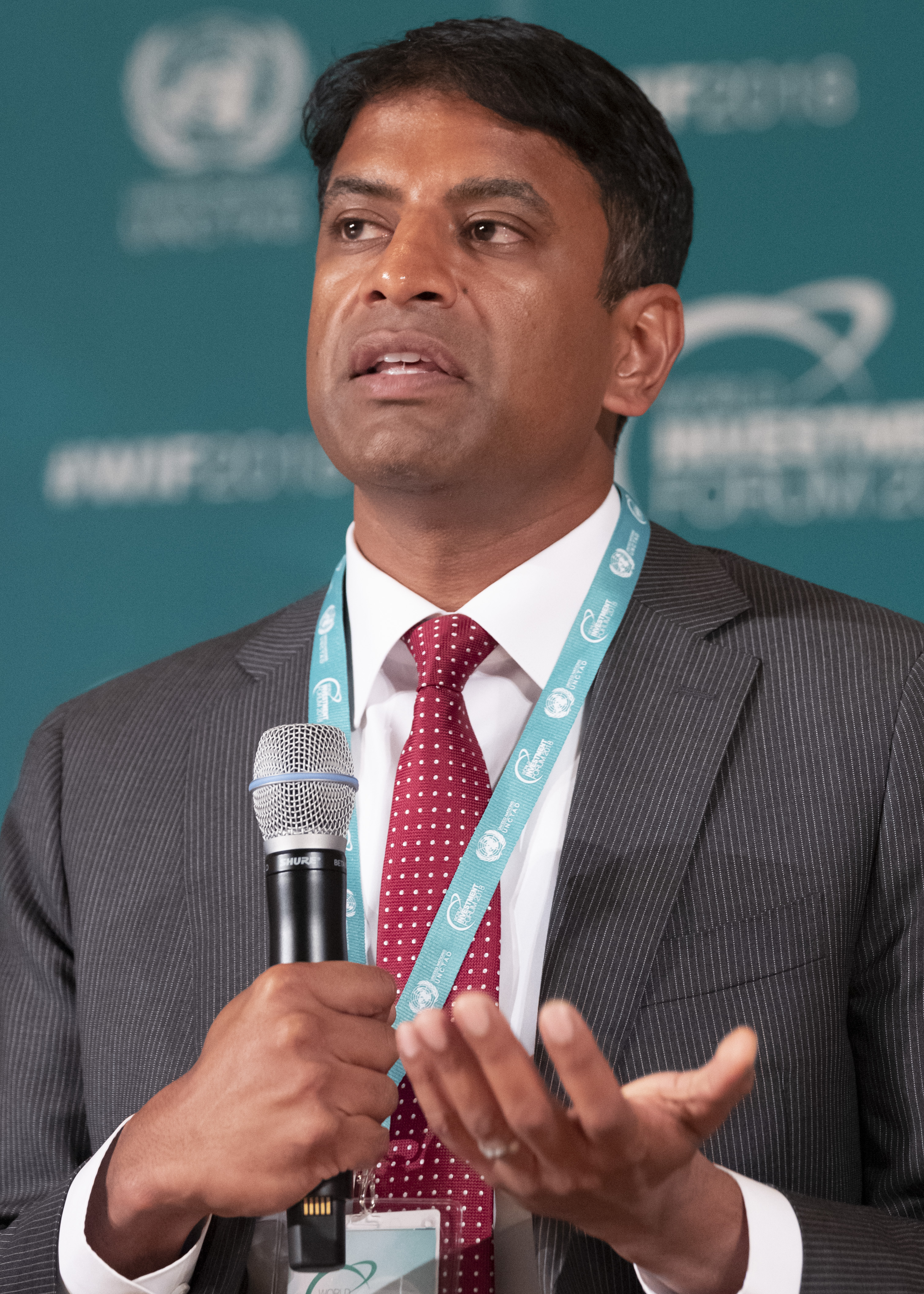
Vasant Narasimhan (* 1976)

- Narasimhavarman I. († 668), König der tamilischen Dynastie der Pallava
- Narasimhavarman II., Herrscher im südindischen Reich der Pallava (695–722)
- Narath, Albert (1864–1924), deutscher Chirurg und Hochschullehrer
- Narathihapate (1238–1287), Herrscher von Bagan im nördlichen Birma
- Narathip Artsanathip (* 2003), thailändischer Fußballspieler
- Narathip Kruearanya (* 1995), thailändischer Fußballspieler
- Naratorn Pornjitkittichai (* 1999), thailändischer Fußballspieler
- Narawa, Yūta (* 1987), japanischer Fußballspieler
- Narawich Inthacharoen (* 2003), thailändischer Fußballspieler
- Naray, Michael (* 1970), australischer Bogenschütze
- Narayan, Brij (* 1952), indischer Sarodspieler
- Narayan, Jayaprakash (1902–1979), indischer Freiheitskämpfer
- Narayan, R. K. (1906–2001), indischer Romanautor
- Narayan, Ram (1927–2024), indischer Sarangispieler
- Narayan, Ramesh (* 1950), indisch-amerikanischer theoretischer Astrophysiker, Professor an der Harvard University
- Narayan, Subramaniam (1934–2021), indischer Fußballtorhüter
- Narayana, indischer Mathematiker
- Narayana Murthy, N. R. (* 1946), indischer Industrieller und Mitbegründer der Softwareunternehmen Infosys
- Narayana, Sharadha (* 1986), indische Leichtathletin
- Narayanan, K. R. (1920–2005), indischer Politiker und StaatspräsidentK. R. Narayanan (1920–2005)

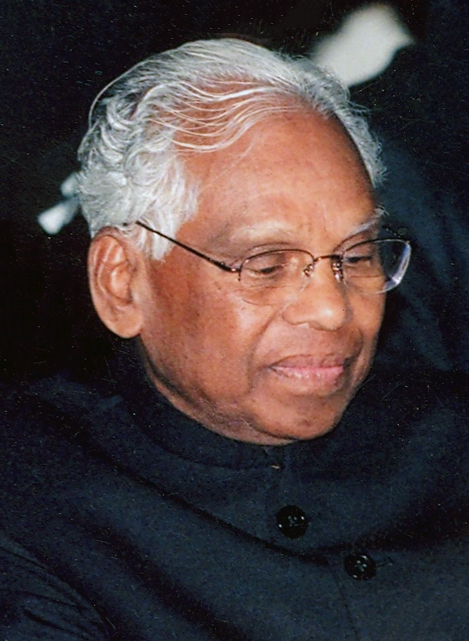
K. R. Narayanan (1920–2005)

- Narayanan, Sunilduth Lyna (* 1998), indischer Schachspieler
- Narayanasamy, V. (* 1947), indischer Politiker
- Narayen, Shantanu (* 1963), indisch-US-amerikanischer Manager und Informatiker
- Narazaki, Hiroshi (* 1981), japanischer Fußballspieler
- Narazaki, Noriko (* 1972), japanische Judoka
- Narazaki, Seigō (* 1976), japanischer Fußballspieler
- Narazaki, Yanosuke (1920–2012), japanischer Politiker

### Narb
- Narbaeva, Tanzila (* 1957), usbekische Politikerin
- Narbekova, Lianna (* 1997), usbekische Fußballspielerin
- Narbekovas, Andrius (* 1959), litauischer Theologe und Chirurg, Professor der Mykolo Romerio universitetas
- Narbekovas, Arminas (* 1965), litauischer Fußballspieler
- Narbel, Marguerite (1918–2010), Schweizer Biologin und Politikerin (LPS)
- Narberhaus, Sibylle (* 1968), deutsche Schriftstellerin
- Narbona, Cristina (* 1951), spanische Politikerin (PSOE), Ministerin und Wirtschaftswissenschaftlerin
- Narbonne, Jean-Marc (* 1957), kanadischer Philosoph und Philosophiehistoriker
- Narbonne-Lara, Louis Marie de (1755–1813), französischer General, Kriegsminister und Diplomat
- Narborough, John (1640–1688), englischer Marinebefehlshaber
- Narbut, Danuta (* 1973), litauische Kommunalbeamte und Politikerin polnischer Herkunft
- Narbut, Heorhij (1886–1920), ukrainischer Maler, Buchillustrator und Grafiker
- Narbut, Wladimir Iwanowitsch (1888–1938), russischer Dichter ukrainischer Herkunft
- Narbutaitė, Onutė (* 1956), litauische Komponistin
- Narbutienė, Ona (1930–2007), litauische Musikwissenschaftlerin
- Narbutt, Teodor (1784–1864), polnisch-litauischer Schriftsteller, Historiker und Militäringenieur
- Narby, Jeremy (* 1959), kanadischer Anthropologe

### Narc
- Narcejac, Thomas (1908–1998), französischer Krimi-Schriftsteller
- Narchi, Walter (1929–2004), brasilianischer Meeresbiologe
- Narcio, Caio (1986–2020), brasilianischer Abgeordneter im Bundesparlament für den Bundesstaat Minas Gerais (2015–2019)
- Narciso, Giancarlo (* 1947), italienischer Schriftsteller
- Narciß, Georg von (1820–1897), bayerischer Generalmajor
- Narcisse, Daniel (* 1979), französischer HandballspielerDaniel Narcisse (* 1979)

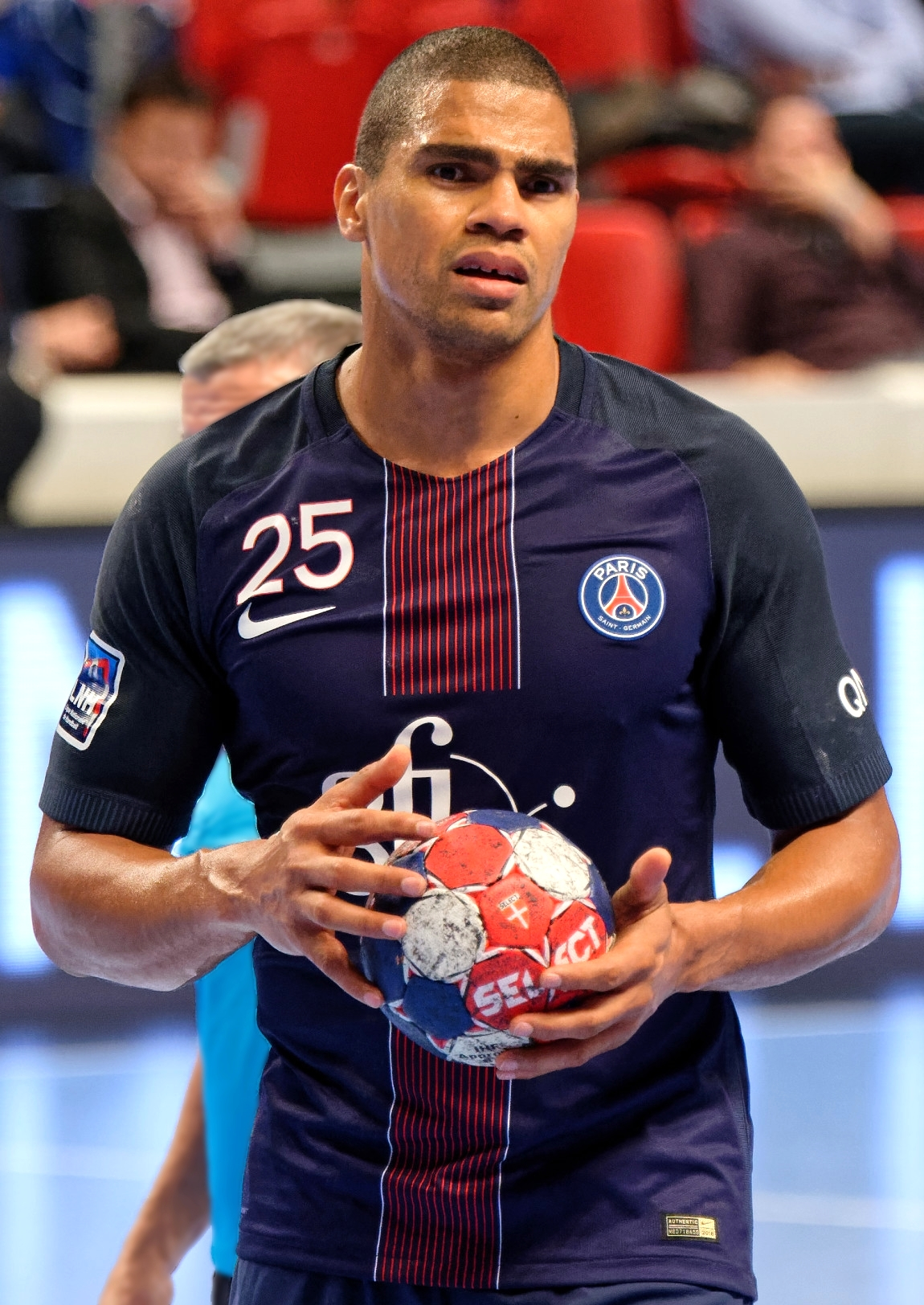
Daniel Narcisse (* 1979)

- Narcissus, antiker römischer Toreut
- Narcissus († 193), römischer Athlet
- Narcissus († 54), Freigelassener des römischen Kaisers Claudius
- Narcissus Cattus, antiker römischer Toreut
- Narcissus von Girona († 307), spanischer Bischof, Märtyrer und Heiliger
- Narcissus von Venafro, römischer Sklave
- Narcizio, Francisco (* 1971), brasilianischer Fußballspieler
- Narcos, Noyz (* 1979), italienischer Rapper
- Narcy, Michel (* 1942), französischer Philosophiehistoriker

### Nard
- Nardal, Jane (1902–1993), französische Intellektuelle, Schriftstellerin und Lehrerin
- Nardal, Paulette (1896–1985), französische Schriftstellerin und Journalistin
- Nardella, Bob (* 1968), italo-amerikanischer Eishockeyspieler
- Nardelli, Nikola (1857–1925), österreichischer Beamter und Statthalter im Königreich Dalmatien
- Nardelli, Petra (* 1996), italienische Sprinterin
- Nardelli, Robert (* 1948), US-amerikanischer Manager
- Nardelli, Sara (* 1990), österreichische Musikerin
- Nardello, Daniele (* 1972), italienischer RadrennfahrerDaniele Nardello (* 1972)

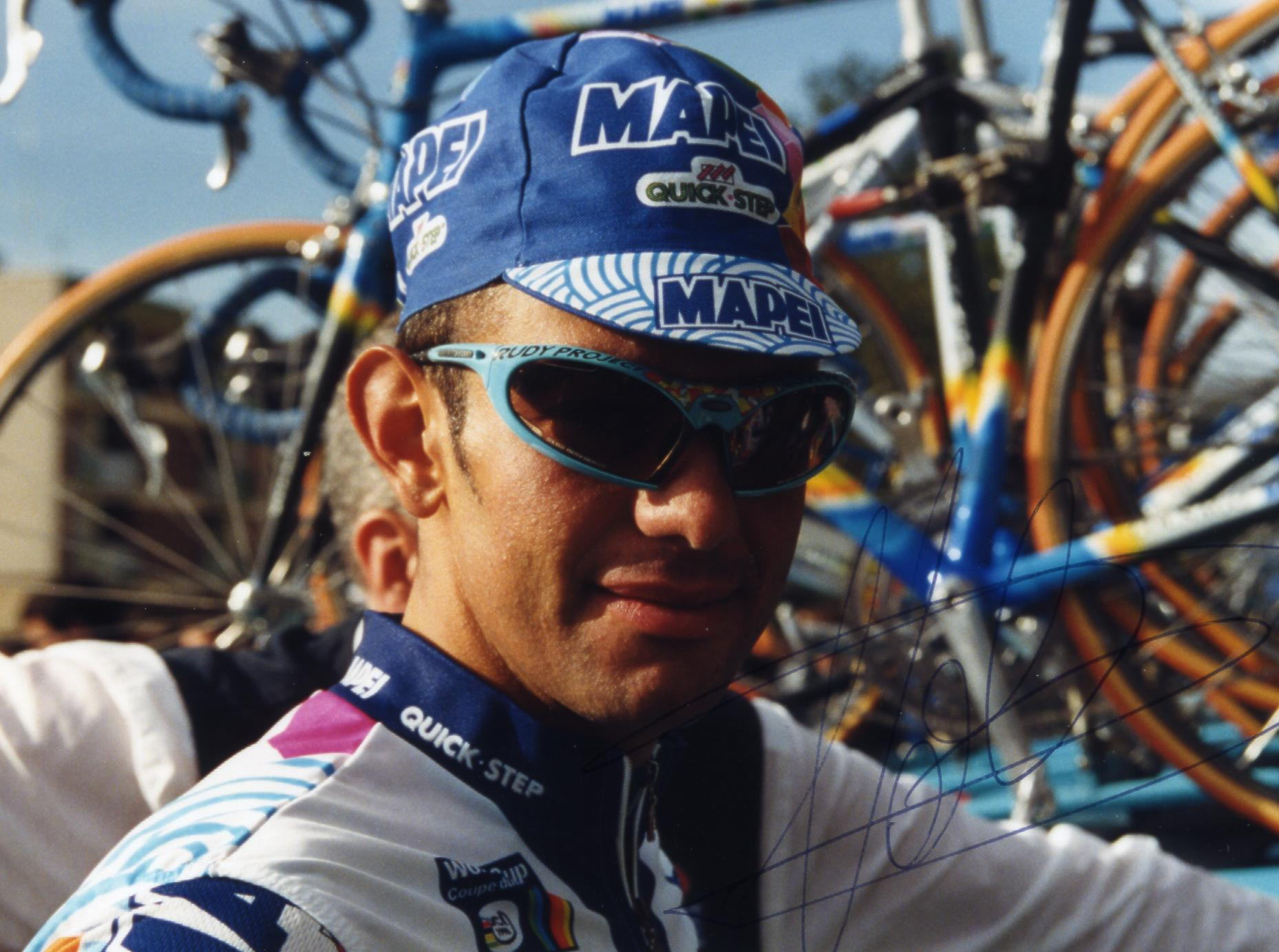
Daniele Nardello (* 1972)

- Nardello, Primo (1937–2023), italienischer Radrennfahrer
- Närdemann, Kari (* 1996), deutsche Fußballspielerin
- Nardenbach, Jutta (1968–2018), deutsche Fußballspielerin
- Nardi, Elias (* 1979), italienischer Musiker des World Jazz (Oud, Komposition)
- Nardi, Gregorio (* 1964), italienischer Pianist und Musikwissenschaftler
- Nardi, Jacopo (1476–1563), italienischer Historiker
- Nardi, José Carlos De (* 1944), brasilianischer Militär, General des brasilianischen Heeres; Stabschef der brasilianischen Streitkräfte
- Nardi, Luca (* 2003), italienischer TennisspielerLuca Nardi (* 2003)

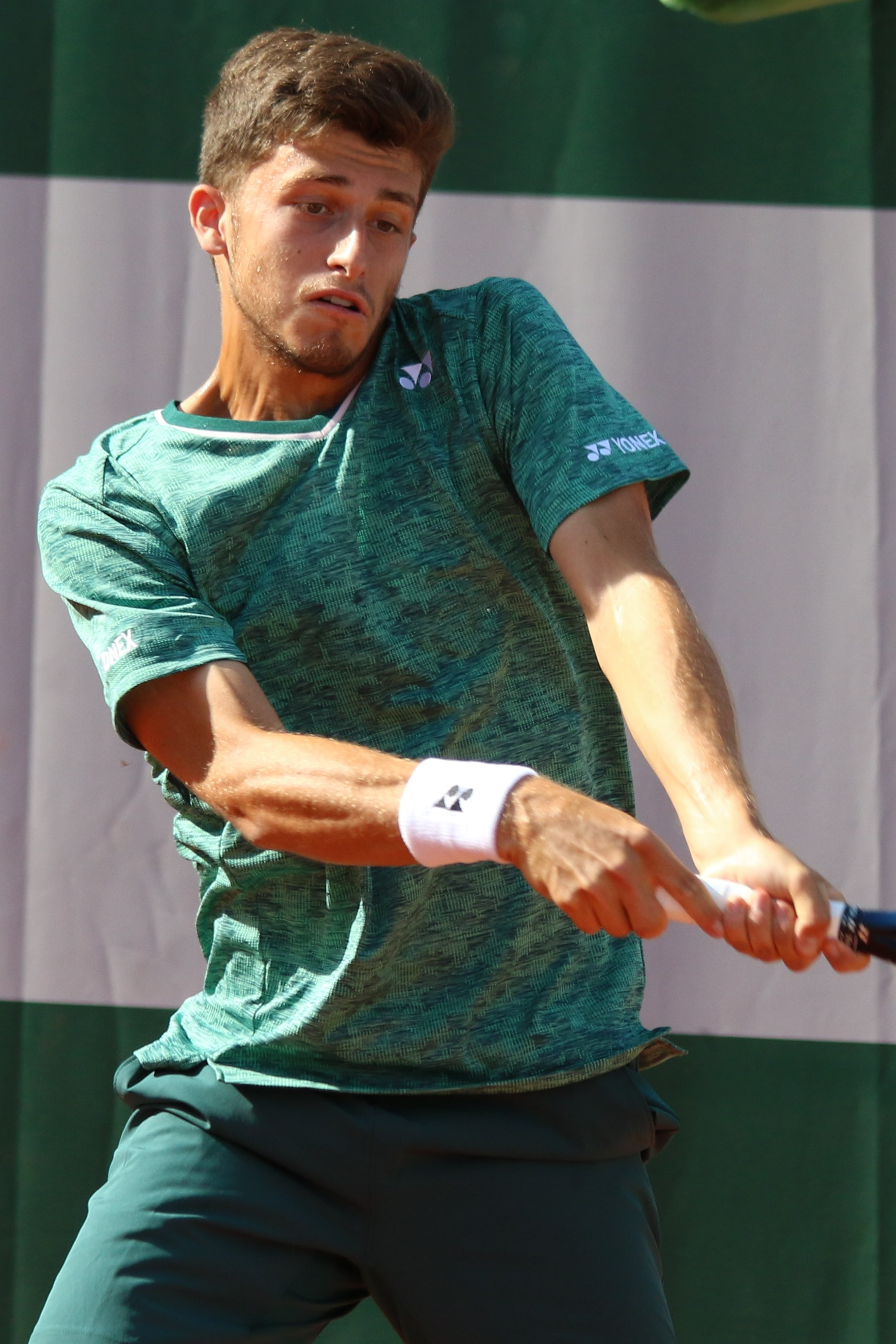
Luca Nardi (* 2003)

- Nardi, Marcia (1901–1990), US-amerikanische Dichterin
- Nardi, Maria (* 1935), italienische Schwimmerin
- Nardi, Mauro Bernardo Pietro (1836–1911), italienischer Ordensgeistlicher und römisch-katholischer Weihbischof in Oppido Mamertina
- Nardi, Paul (* 1994), französischer Fußballtorwart
- Nardi, Piero, italienischer Filmregisseur und Drehbuchautor
- Nardiello, Timothy (* 1960), US-amerikanischer Rennrodler
- Nardiello, Vincenzo (* 1966), italienischer Boxer
- Nardin, Fred (* 1987), französischer Jazzmusiker
- Nardin, Ulysse (1823–1876), Schweizer Chronometermacher
- Nardini, Daniela (* 1968), britische Schauspielerin
- Nardini, Paul Josef (1821–1862), deutscher Priester (römisch-katholisch)
- Nardini, Pietro (1722–1793), italienischer Violinist und Komponist der Vorklassik
- Nardini, Roberto (* 1891), italienischer Turner
- Nardini, Tom (* 1945), US-amerikanischer Filmschauspieler
- Nardis, Camillo de (1857–1951), italienischer Komponist, Dirigent und Musikpädagoge
- Nardo di Cione, italienischer Maler
- Nardone, Beniamino (1877–1963), italienischer katholischer Bischof
- Nardone, Benito (1906–1964), uruguayischer Politiker, Staatspräsident (1960 bis 1961)
- Nardone, Giorgio (* 1958), italienischer Psychotherapeut und Psychologe
- Nardoni, Juan Ignacio (* 2002), argentinischer Fußballspieler
- Narducci, Emanuele (1950–2007), italienischer Altphilologe
- Narducci, Franco (* 1947), italienischer Gewerkschafter und Politiker, Mitglied der Camera dei deputati
- Narducci, Kathrine (* 1965), US-amerikanische SchauspielerinKathrine Narducci (* 1965)

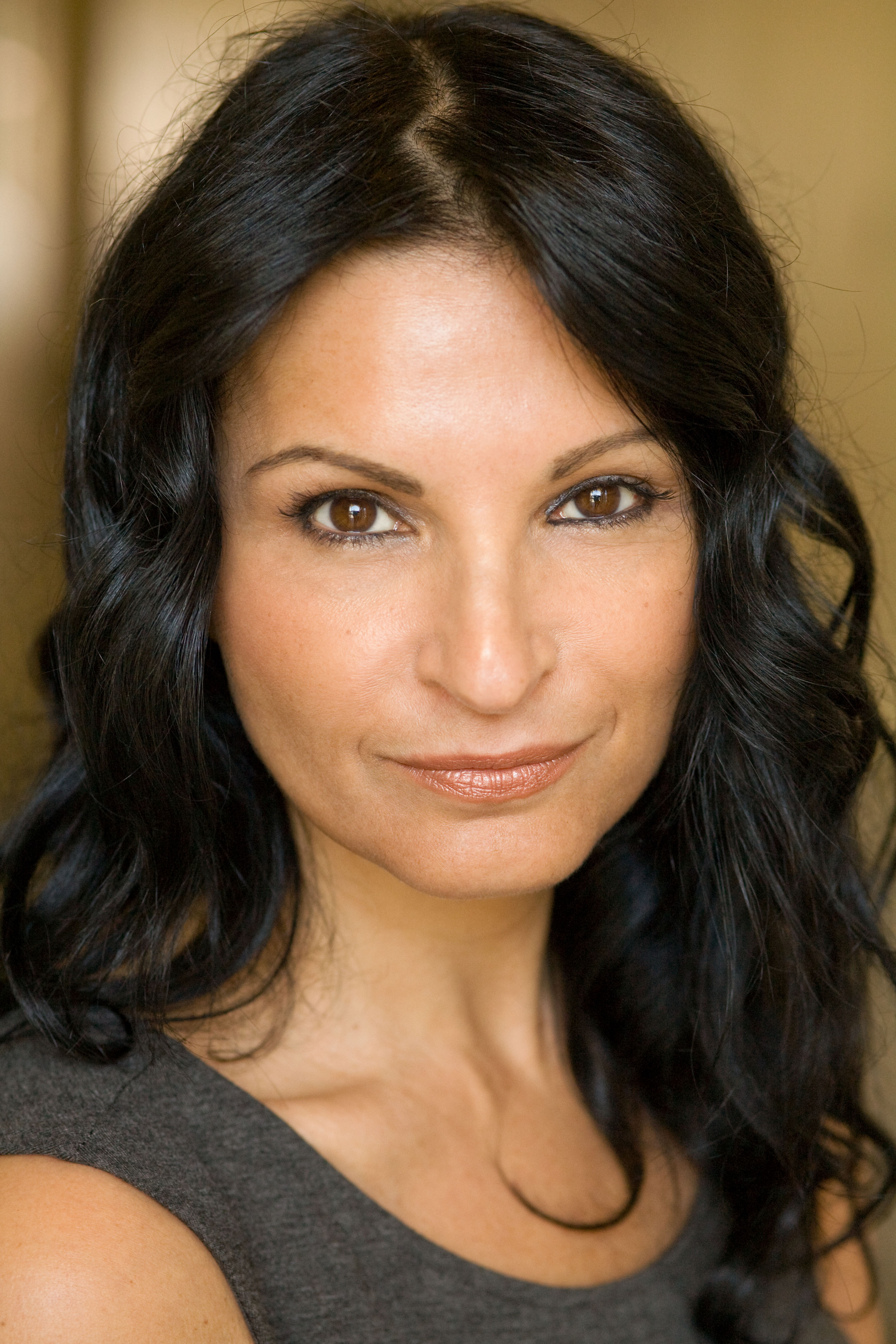
Kathrine Narducci (* 1965)

- Narducci, Lorenzo (1942–2006), italienisch-US-amerikanischer Physiker
- Narducci, Massimiliano (* 1964), italienischer Tennisspieler
- Nardulli, Cariddi (* 1970), italienische Schauspielerin
- Nardulli, Itaco (1974–1991), italienischer Schauspieler
- Nardus, Leo (1868–1955), niederländischer Kunsthändler und Maler
- Nardwuar the Human Serviette (* 1968), kanadischer Reporter und MusikerNardwuar the Human Serviette (* 1968)

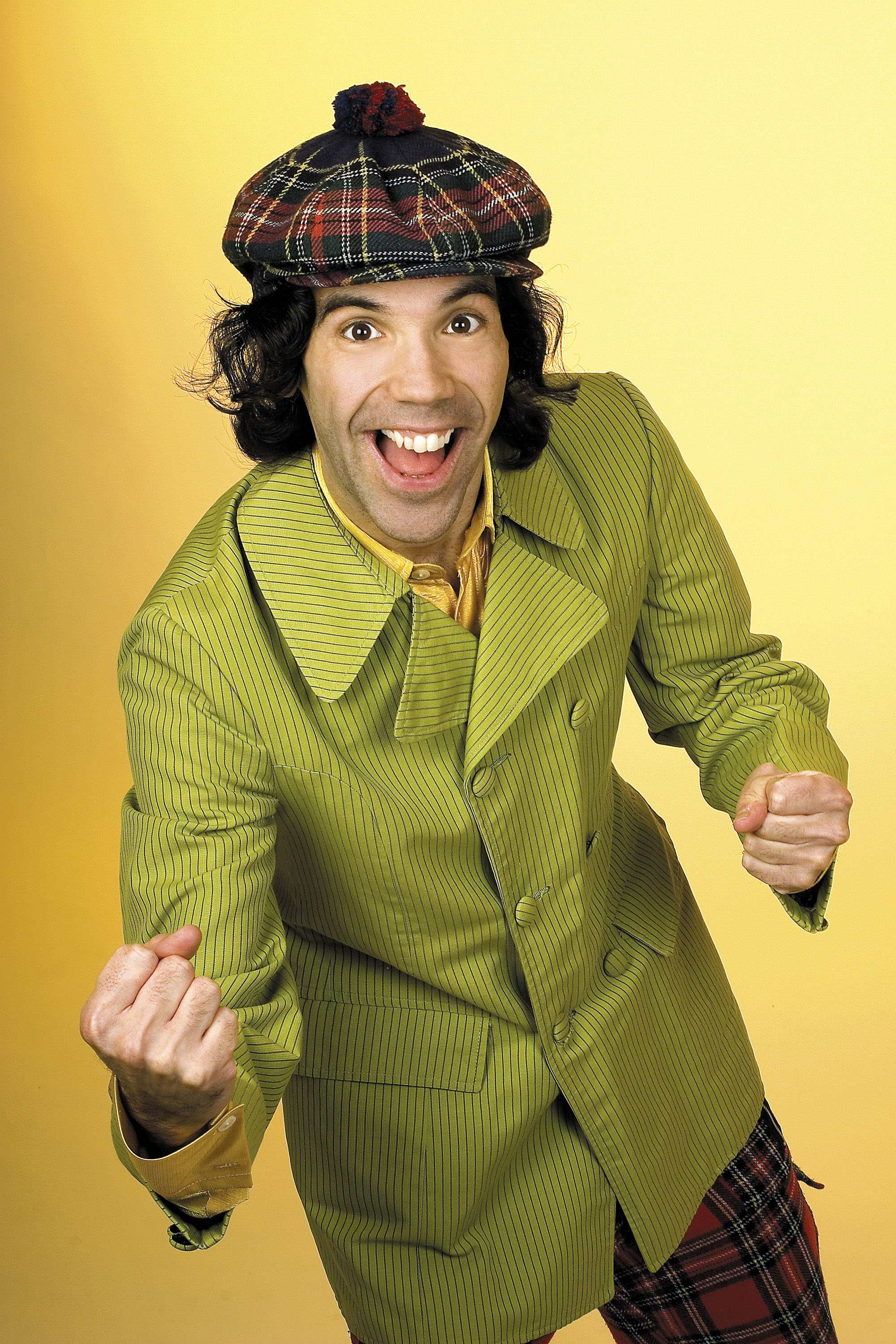
Nardwuar the Human Serviette (* 1968)

### Nare
- Nare, Théophile (* 1966), burkinischer Geistlicher und römisch-katholischer Bischof von Kaya
- Nărea, Bianca (* 1986), rumänische Skirennläuferin
- Narea, Carlos (* 1953), chilenisch-spanischer Musiker und Musikproduzent
- Narea, Cristina (* 1962), chilenische Cantautora
- Narea, Paula, chilenische Sängerin, Songwriterin und Musikproduzentin
- Naredi, Josef (1826–1884), österreichischer Richter und Politiker, Landtagsabgeordneter
- Naredi-Rainer, Paul (* 1950), österreichischer Architektur- und Kunsthistoriker
- Nareks, Petra (* 1982), slowenische Judoka
- Narel, Anna (* 1989), polnische Badmintonspielerin
- Narell, Andy (* 1954), US-amerikanischer Jazzmusiker (Pianist, Schlagzeuger, Bandleader)
- Narelle, Marie (1870–1941), australische Sängerin (Sopran) irischer Abstammung
- Narendran, T. C. (1944–2013), indischer Biologe
- Nares Ritpitakwong (* 1992), thailändischer Fußballspieler
- Nares, Eric (1892–1947), britischer Offizier und Generalmajor des Heeres, Kommandant des Britischen Sektors von Berlin
- Nares, George (1831–1915), britischer Admiral und Polarforscher
- Nares, James (1715–1783), englischer Komponist und Organist
- Nares, James (* 1953), englischer Maler, Photograph und Videokünstler
- Nares, Robert (1753–1829), englischer Geistlicher und Philologe
- Naresuan (1555–1605), König von Ayutthaya in ThailandNaresuan (1555–1605)

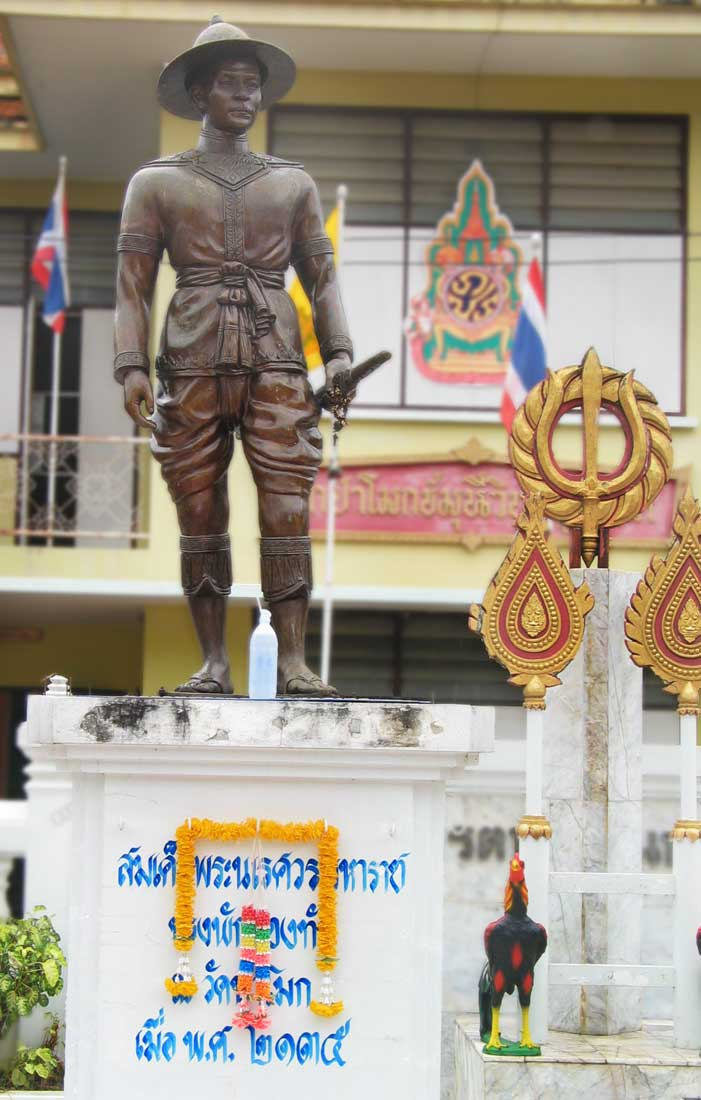
Naresuan (1555–1605)

- Naret, Bobby (1914–1991), belgischer Jazz- und Unterhaltungsmusiker
- Naret-Koning, Johann (1838–1905), niederländischer Violinist
- Narey, David (* 1956), schottischer Fußballspieler
- Narey, Harry E. (1885–1962), US-amerikanischer Politiker
- Narey, Khaled (* 1994), togoisch-deutscher Fußballspieler

### Narg
- Nargang, Ingrid (1929–2019), österreichische Juristin und Zeithistorikerin
- Nargeolet, Paul-Henry (1946–2023), französischer Tiefseeforscher und Titanic-Experte
- Nargeot, Pierre-Julien (1799–1891), französischer Komponist und Dirigent
- Närger, Heribald (1923–2015), deutscher Wirtschaftsmanager
- Nargis (1929–1981), indische Filmschauspielerin
- Nargiso, Diego (* 1970), italienischer Tennisspieler

### Narh
- Narh, Peter Claver (* 1978), ghanaischer Ordensgeistlicher
- Narhammer, Johann (1549–1593), deutscher evangelischer Theologe
- Närhi, Matti (* 1975), finnischer Speerwerfer
- Narholz, Gerhard (* 1937), österreichischer Komponist, Arrangeur und Dirigent

### Nari
- Nariai, Hidekazu (1924–1990), japanischer Astrophysiker und Kosmologe
- Narib, Gideon (* 1990), namibischer Leichtathlet
- Nariculam, Ephrem (* 1960), indischer Geistlicher, Bischof von Chanda
- Närikbajew, Maqsut (1940–2015), kasachischer Jurist und Politiker
- Nariki, Kakianako (* 1982), kiribatischer Sprinter
- Narikun Ketprapakorn (* 1997), thailändische Schauspielerin
- Narilya Gulmongkolpech (* 2000), thailändische Schauspielerin
- Narimanidse, Chatuna (* 1974), georgische Bogenschützin
- Nərimanov, Nəriman (1870–1925), aserbaidschanischer Politiker und erster Ministerpräsident der Aserbaidschanischen Sozialistischen Sowjetrepublik
- Narimantas († 1348), zweiter Sohn des litauischen Großfürsten Gediminas und Fürst von Polozk (1335(?)–1345) und Pinsk (um 1341–1348)
- Narimatsu, Daisuke (* 1989), japanischer Boxer
- Narin Channarong (* 1998), thailändischer Fußballspieler
- Nariño, Antonio (1765–1824), Militärführer bei den südamerikanischen Unabhängigkeitskriegen
- Naris, Stacey (* 1991), namibische Fußballspielerin
- Narisako, Kenji (* 1984), japanischer Hürdenläufer
- Narisara Nuwattiwong (1863–1947), siamesischer Adliger
- Narisawa, Yūta (* 1987), japanischer Eishockeytorwart
- Narissapat, Lam (* 1996), thailändische Badmintonspielerin
- Narit Khoksitha (* 1999), thailändischer Fußballspieler
- Narit Taweekul (* 1983), thailändischer Fußballspieler
- Narita, Atsushi (* 2005), japanischer Nordischer Kombinierer
- Narita, Cobi (1926–2023), US-amerikanische Musikveranstalterin
- Narita, Dōmu (* 1985), japanischer Snowboarder
- Narita, Hiro (* 1941), japanisch-amerikanischer Kameramann
- Narita, Ken (* 1964), japanischer Synchronsprecher und Schauspieler
- Narita, Koki (* 1994), japanischer Fußballspieler
- Narita, Kyōsuke (* 1992), japanischer Fußballspieler
- Narita, Richard (* 1951), US-amerikanischer Schauspieler
- Narita, Takera (1939–2001), japanischer Bildhauer
- Narita, Tomomi (1912–1979), japanischer Politiker
- Nariyama, Tetsurō (* 1947), japanischer Aikidō-Lehrer
- Nariyama, Yūji (* 1971), japanischer Fußballspieler
- Narizzano, Silvio (1927–2011), kanadischer Filmregisseur, Drehbuchautor und Produzent

### Narj
- Narjes, Jorgo (* 1991), deutsch-griechischer Filmproduzent
- Narjes, Karl-Heinz (1924–2015), deutscher Politiker (CDU), MdL, MdB
- Narjot de Toucy († 1241), Regent des lateinischen Kaiserreichs
- Narjoux, André-Félix (1867–1934), französischer Architekt

### Nark
- Nark (1774–1850), Herrscher des Reiches Champasak
- Narkevičius, Deimantas (* 1964), litauischer Filmregisseur und Installationskünstler
- Narkevičius, Edgaras (* 1972), litauischer Arzt und Politiker
- Narkevičius, Petras (* 1955), litauischer Ingenieur und Politiker, Mitglied im Seimas, stellvertretender Bürgermeister von Panevėžys
- Narkiewicz, Jarosław (* 1962), litauischer Politiker
- Narkiewicz, Władysław (* 1936), polnischer Mathematiker und Hochschullehrer
- Narkis, Lior (* 1976), israelischer Popsänger
- Narkiss, Mordechai (1898–1957), israelischer Kunsthistoriker
- Narkiss, Uzi (1925–1997), israelischer Militär, General der israelischen ArmeeUzi Narkiss (1925–1997)

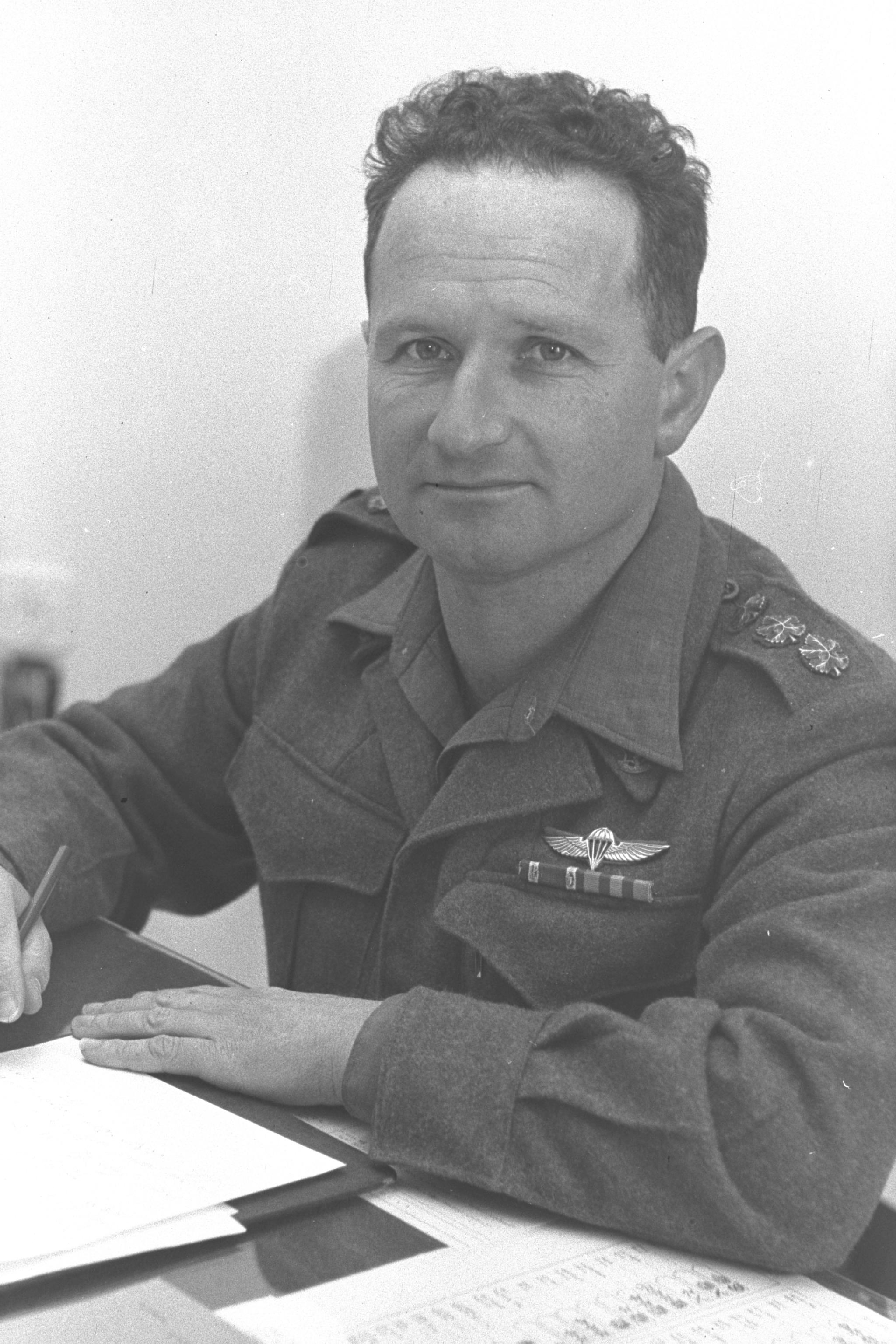
Uzi Narkiss (1925–1997)

- Narkissos von Jerusalem, Bischof von Jerusalem, katholischer und orthodoxer Heiliger
- Narkthong, Nuttaphon (* 1984), thailändischer Badmintonspieler
- Narkutė, Ieva (* 1987), litauische Singer-Songwriterin

### Narl
- Narlikar, Amrita, indische Politikwissenschaftlerin
- Narlikar, Jayant Vishnu (1938–2025), indischer Astrophysiker
- Narlikar, Mangala (1943–2023), indische Mathematikerin und Hochschullehrerin
- Narloch, Márcia (* 1969), brasilianische Langstreckenläuferin
- Narloch, Michael (1944–2023), deutscher Schauspieler und Synchronsprecher
- Narloch, Willi (1910–1973), deutscher Schauspieler und Regisseur

### Narm
- Narmandach, Dordschiin (* 1982), mongolische Ringerin
- Narmandach, Dordschpalamyn (* 1975), mongolischer Judoka
- Narmandach, Tsedengiin (* 1956), mongolischer Boxer
- Narmania, Dawit (* 1979), georgischer Politiker und Bürgermeister von Tiflis
- Narmer, letzter altägyptischer König der 0. DynastieNarmer

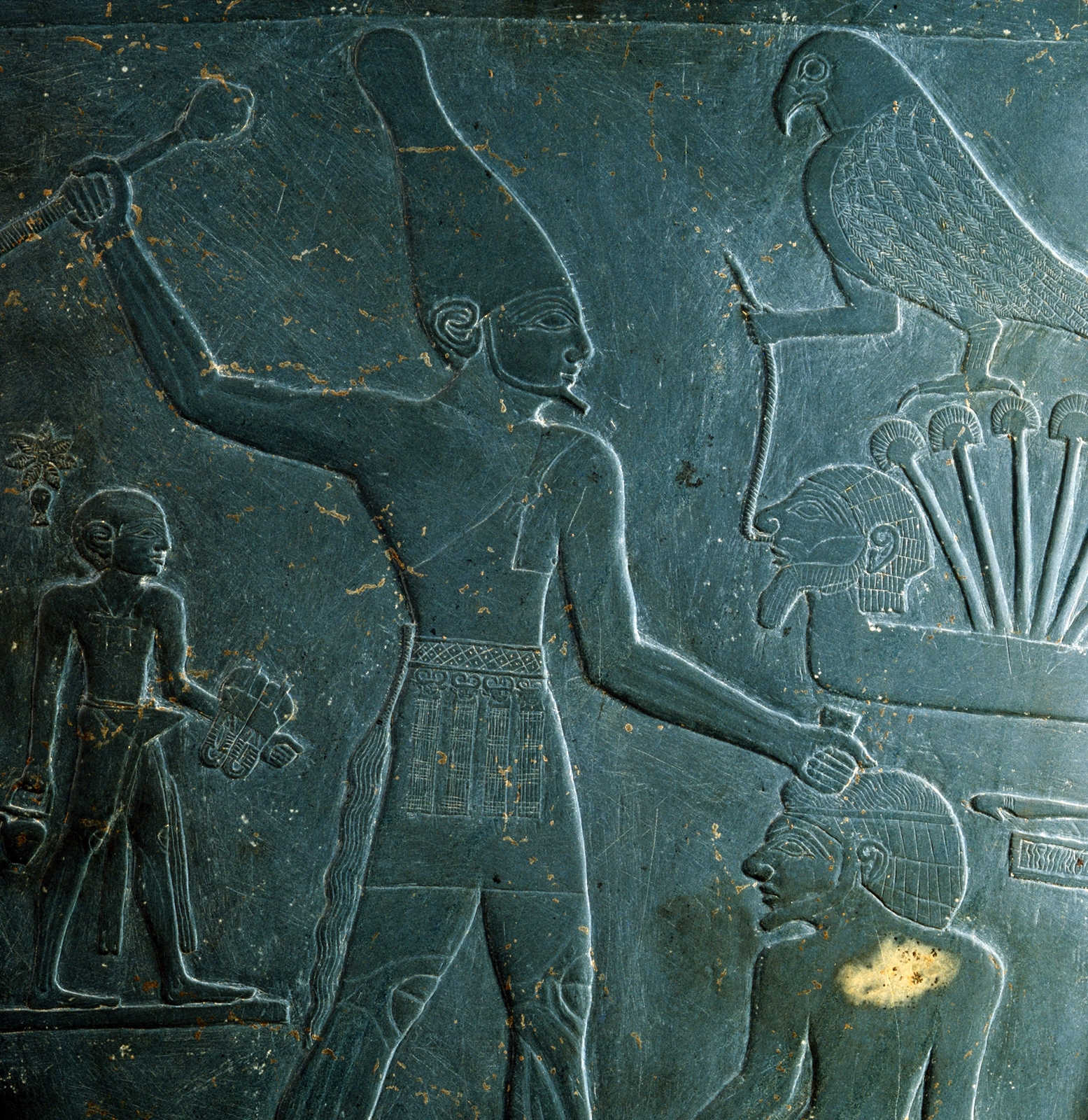
Narmer

- Narmino, Philippe (* 1953), monegassischer Justizminister
- Narmont, Helena (* 2001), estnische Tennisspielerin
- Narmontas, Jonas (* 1960), sowjetischer Ruderer
- Narmontas, Marius, litauischer Politiker
- Narmontas, Matas (* 1991), litauischer Schachspieler

### Narn
- Narnhammer, Bärbel (* 1948), deutsche Politikerin (SPD), MdL
- Narnhofer, Heide (* 1945), österreichische theoretische Physikerin

### Naro
- Naro, Benedetto (1744–1832), italienischer Kardinal, Mitglied der Kurie
- Naro, Cataldo (1951–2006), italienischer Geistlicher, Erzbischof von Monreale
- Naro, Gregorio (1581–1634), italienischer Geistlicher, Bischof und Kardinal der Römischen Kirche
- Naroditsky, Daniel (* 1995), US-amerikanischer Schachgroßmeister
- Narokobi, Bernard (1937–2010), papua-neuguineischer Politiker
- Narong Chansawek (* 1986), thailändischer Fußballspieler
- Narong Kittikachorn (1933–2024), thailändischer Heeresoffizier (Oberst) und Politiker
- Narong Wisetsri (* 1976), thailändischer Fußballspieler
- Narong Wongthongkam (* 1982), thailändischer Fußballspieler
- Narongchai Singtum (* 1996), thailändischer Fußballspieler
- Narongchai Vachiraban (* 1986), thailändischer Fußballspieler
- Narongkorn Buasri (* 1998), thailändischer Fußballspieler
- Narongrit Boonsuk (* 1992), thailändischer Fußballspieler
- Narongrit Kamnet (* 2000), thailändischer Fußballspieler
- Narongrit Wongsila (* 1996), thailändischer Fußballspieler
- Narongsak Laosri (* 2001), thailändischer Fußballspieler
- Narongsak Naengwongsa (* 2003), thailändischer Fußballspieler
- Naronowicz-Naroński, Józef (1610–1678), polnischer Baumeister und Geodät in preußischen Diensten
- Naronrit Samonpan (* 1983), thailändischer Fußballspieler
- Naropa (1016–1100), buddhistischer Geistlicher
- Naroska, Beate (1943–2008), deutsche Experimentalphysikerin im Bereich der Teilchenphysik
- Naroska, Florian (* 1982), deutscher Wasserballspieler
- Narotschnizkaja, Natalija Alexejewna (* 1948), russische Historikerin, Politikerin und Diplomatin
- Narotschnizki, Alexei Leontjewitsch (1907–1989), sowjetischer Historiker
- Naroyan, Mesrob (1875–1944), armenisch-apostolischer Patriarch von Konstantinopel
- Nárožný, Petr (* 1938), tschechischer Schauspieler und Fernsehmoderator

### Narr
- Narr, Andreas (* 1963), deutscher Fußballtorwart
- Narr, Eva (1910–1975), deutsche Politikerin (SPD), MdL Bayern
- Narr, Friedrich (1844–1893), deutscher Physiker
- Narr, Günter (* 1972), österreichischer Judoka
- Narr, Karl Josef (1921–2009), deutscher Prähistoriker
- Narr, Kurt (1907–1980), deutscher Jockey im Galopprennsport
- Narr, Oliver (* 1976), deutscher Basketballspieler
- Narr, Sophie (* 1980), deutsche Filmregisseurin und Drehbuchautorin
- Narr, Steffi (* 1986), deutsche Jazz- und Improvisationsmusikerin (Gitarre, Komposition)
- Narr, Wolf-Dieter (1937–2019), deutscher Politikwissenschaftler
- Narracott, Jaclyn (* 1990), australische Skeletonpilotin
- Narracott, Paul (* 1959), australischer Sprinter und Bobfahrer
- Narramore, Clyde M. (1916–2015), US-amerikanischer Psychologe, Gründer der Narramore Christian Foundation
- Narro Robles, José Ramón (* 1948), mexikanischer Mediziner, Politiker und ehemaliger Rektor der UNAM

### Nars
- Narsai von Nisibis († 503), Kirchenlehrer
- Narseh († 302), persischer König der Sassaniden
- Narses († 605), oströmischer Heermeister
- Narses († 574), Kämmerer und General des byzantinischen Kaisers Justinian I.Narses († 574)

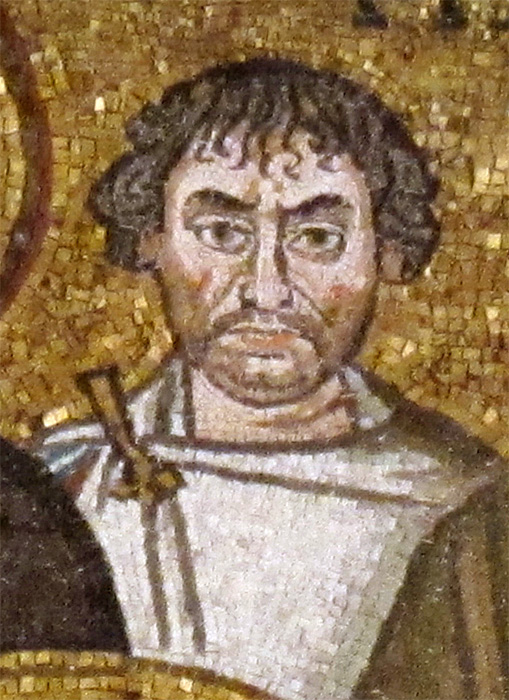
Narses († 574)

- Narsingh, Luciano (* 1990), niederländischer Fußballspieler
- Närska, Robert (* 1948), estnischer Wirtschaftswissenschaftler und Politiker, Minister

### Nart
- Nart, Javier (* 1947), spanischer Politiker, MdEP
- Nartallo, Osvaldo Darío (* 1972), argentinischer Fußballspieler
- Narten, Adolf (1842–1928), deutscher Architekt
- Narten, Enno (1889–1973), Führer des Wandervogels
- Narten, Georg (1853–1933), deutscher Strombaudirektor und Geheimer Baurat
- Narten, Hermann (1839–1916), deutscher Bildhauer, Architekt und Museumsleiter
- Narten, Johanna (1930–2019), deutsche Sprachwissenschaftlerin
- Narten, Michael (* 1964), deutscher Grafikdesigner, Illustrator, Sachbuchautor und Fotograf
- Narten, Werner (1832–1889), deutscher Architekt
- Nartey, Linda (* 1968), Schweizer Ärztin und Bundesbeamte
- Nartey, Marvin (* 1984), deutscher Handballspieler
- Nartey, Nikolas (* 2000), dänischer Fußballspieler
- Nartey, Noah (* 2005), dänischer Fußballspieler
- Nartey, Zuta Mary (* 1987), ghanaische Speerwerferin
- Nartow, Andrei Andrejewitsch (1737–1813), russischer Staatsbeamter, Dichter, Übersetzer und Forstwissenschaftler
- Nartow, Andrei Konstantinowitsch (1693–1756), russischer Drechsler, Mechaniker und Erfinder
- Nartschik, Clemens (1921–2021), deutscher Chirurg
- Nartz, Jean-Marcel (* 1946), deutscher Boxfunktionär

### Naru
- Naru, Akua, US-amerikanische RapperinAkua Naru

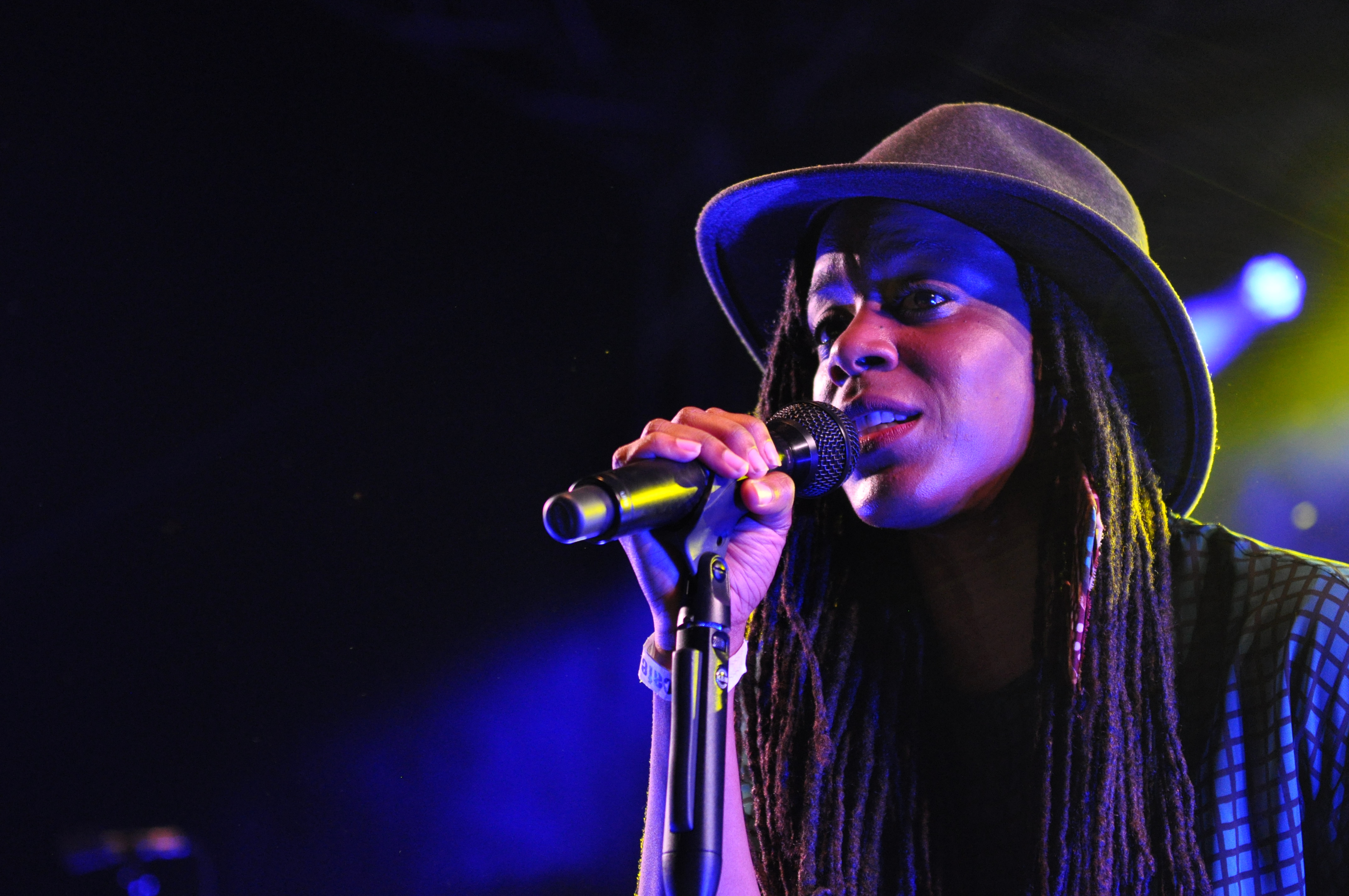
Akua Naru

- Narubadin Weerawatnodom (* 1994), thailändischer Fußballspieler
- Naruco, Hanaharu, japanischer Mangaka und Illustrator
- Narudom Ngamdee (* 2001), thailändischer Fußballspieler
- Naruebet Udsa (* 1999), thailändischer Fußballspieler
- Naruephon Proomimas (* 1996), thailändischer Fußballspieler
- Naruhito (* 1960), japanischer KaiserNaruhito (* 1960)

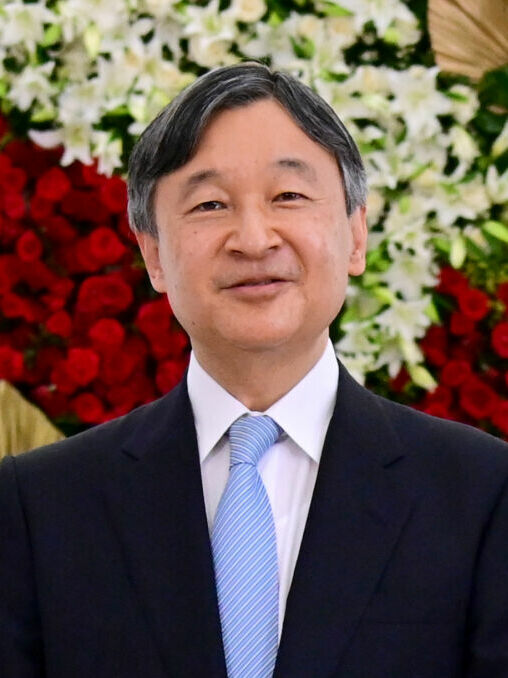
Naruhito (* 1960)

- Naruhn, Philipp (* 1983), deutscher Ruderer
- Narui, Paul Daisuke (* 1973), japanischer römisch-katholischer Ordensgeistlicher, Bischof von Niigata
- Narumiya, Yui (* 1995), japanische Fußballspielerin
- Naruo, Naoki (* 1974), japanischer Fußballspieler
- Naruoka, Hikaru (* 2002), japanischer Fußballspieler
- Naruoka, Shō (* 1984), japanischer Fußballspieler
- Narup, Asii Chemnitz (* 1954), grönländische Politikerin (Inuit Ataqatigiit)
- Narup, Kaj (1926–1997), dänischer Kaufmann
- Narup, Peter (* 1969), schwedischer Curler
- Naruphol Ar-romsawa (* 1988), thailändischer Fußballspieler
- Naruphon Putsorn (* 1988), thailändisch-englischer Fußballspieler
- Naruse, Jinzō (1858–1919), japanischer Pädagoge und Sozialreformer
- Naruse, Kaichi (* 1988), japanischer Skilangläufer
- Naruse, Mikio (1905–1969), japanischer Regisseur
- Naruse, Nobu (* 1984), japanischer Skilangläufer
- Naruse, Shumpei (* 2001), japanischer Fußballspieler
- Naruse, Yoshihiro (* 1949), japanischer Bassist
- Narushima, Ryūhoku (1837–1884), japanischer Journalist, Essayist und Kritiker
- Narusk, Priit (* 1977), estnischer Skilangläufer und Biathlet
- Narušytė, Agnė (* 1970), litauische Kunsthistorikerin, Kunstkritikerin und Kuratorin
- Naruszewicz, Adam (1733–1796), polnischer Dichter
- Narutchai Nimboon (* 1996), thailändischer Fußballspieler
- Narutowicz, Gabriel (1865–1922), polnischer Wasserbauingenieur und PolitikerGabriel Narutowicz (1865–1922)

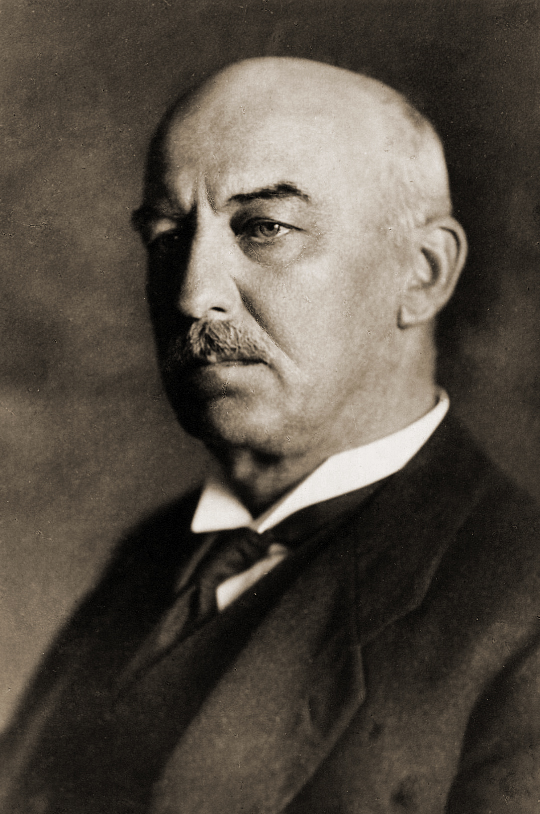
Gabriel Narutowicz (1865–1922)

### Narv
- Narva, Mai (* 1999), estnische Schachspielerin
- Narváez Solis, Ingrid Yahocza (* 1994), nicaraguanische Sprinterin
- Narváez, Guiomar (* 1937), venezolanische Pianistin und Musikpädagogin
- Narváez, Jhonatan (* 1997), ecuadorianischer RadrennfahrerJhonatan Narváez (* 1997)

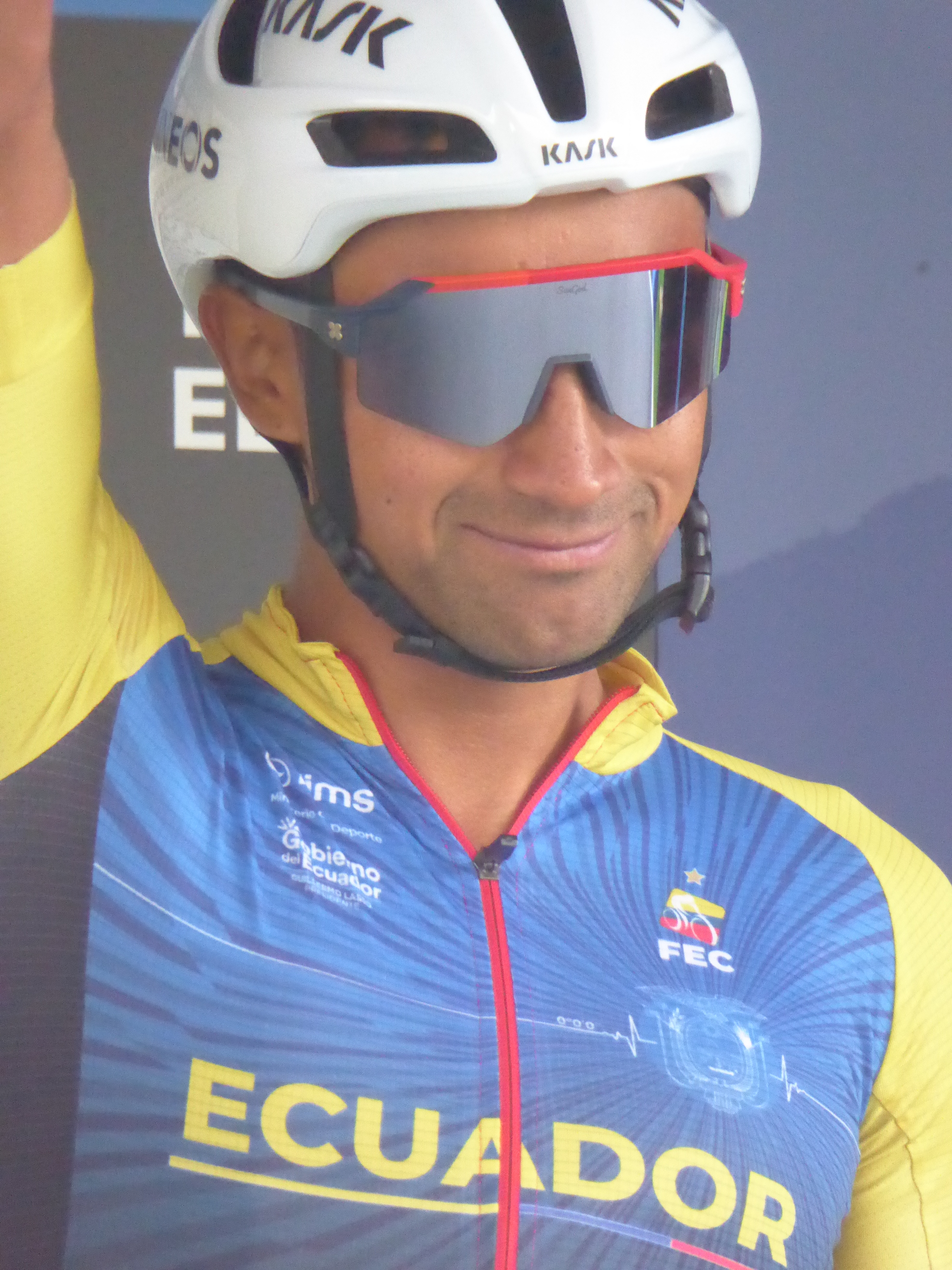
Jhonatan Narváez (* 1997)

- Narváez, José María (1768–1840), spanischer Marineoffizier, Entdecker und Navigator
- Narváez, Juanjo (* 1995), kolumbianischer Fußballspieler
- Narváez, Luis de, spanischer Komponist und Vihuelist der Renaissance
- Narváez, Mauricio de (* 1941), kolumbianischer Automobilrennfahrer und Motorsportfunktionär
- Narváez, Omar Andrés (* 1975), argentinischer Boxer im Superfliegen- und Fliegengewicht
- Narváez, Pánfilo de (1470–1528), spanischer Konquistador
- Narváez, Paula (* 1972), chilenische Politikerin
- Narváez, Rafael (* 1950), kolumbianischer Radrennfahrer
- Narváez, Ramón María († 1868), spanischer Militär, Politiker (Regierungspräsident), Herzog von Valencia (seit 1844)
- Närvänen, Arvo (1905–1982), finnischer Fußball- und Bandyspieler
- Narve († 1304), norwegischer Ordensgeistlicher
- Narvesen, Dag Magnus (* 1983), norwegischer Jazz- und Improvisationsmusiker (Schlagzeug, Perkussion, Komposition)
- Narvesen, Veslemøy (* 1997), norwegische Jazzmusikerin (Schlagzeug, Komposition)
- Narvilas, Donatas (* 1974), litauischer Badmintonspieler
- Narvilienė, Janė (1945–2022), litauische Politikerin

### Narw
- Narwal, Paul (1938–1997), deutscher Schriftsteller

### Nary
- Naryschkin, Alexander Lwowitsch (1760–1826), russischer Oberkammerherr
- Naryschkin, Alexei Wassiljewitsch (1742–1800), russischer Staatsmann, Autor und Militärperson
- Naryschkin, Lew Alexandrowitsch (1733–1799), russischer Generalleutnant, Oberstallmeister und Kammerherr am Hof von Zar Peter III. und Zarin Katharina II.
- Naryschkin, Lew Alexandrowitsch (1785–1846), russischer Generalleutnant
- Naryschkin, Lew Kirillowitsch (1664–1705), russischer Diplomat und Außenminister
- Naryschkin, Sergei Jewgenjewitsch (* 1954), russischer Ökonom, Vorsitzender der StaatsdumaSergei Jewgenjewitsch Naryschkin (* 1954)

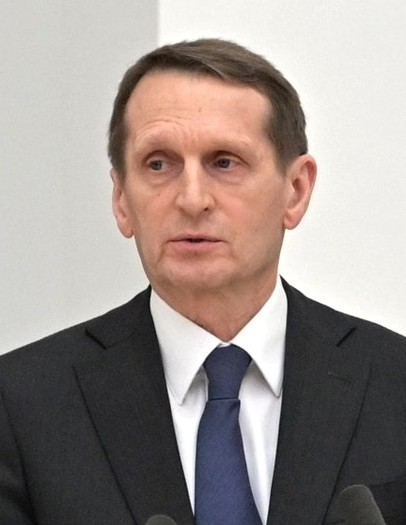
Sergei Jewgenjewitsch Naryschkin (* 1954)

- Naryschkina, Marija Antonowna (1779–1854), Mätresse des Zaren Alexander I. von Russland
- Naryschkina, Marija Jakowlewna (1789–1854), russische Adlige und Hofdame
- Naryschkina, Marina Ossipowna (1741–1800), russische Adlige und Hofdame
- Naryschkina, Natalja Kirillowna (1651–1694), Zarin von Russland

### Narz
- Narzisi, Giovanni (* 1929), italienischer Kameramann und Filmregisseur
- Narziß, Ludwig (1925–2022), deutscher Brauwissenschaftler
- Narzyński, Janusz (1928–2020), polnischer lutherischer Theologe, Leitender Bischof der Evangelisch-Augsburgischen Kirche in Polen